# Karel de Kale
Karel de Kale (Frans: Charles le Chauve) (Frankfurt am Main, 13 juni 823 – Avrieux, Savoye, 6 oktober 877) was een Frankische vorst. Hij was koning van West-Francië (840/843-877) en werd tot keizer gekroond van het Heilige Roomse Rijk (875-877) als Karel II, met de grenzen van zijn land vastgesteld door het Verdrag van Verdun in 843, was de jongste zoon van keizer Lodewijk de Vrome en zijn tweede vrouw Judith van Beieren, en dus kleinzoon van Karel de Grote.

## Jeugd
Karel werd geboren als jongste zoon van keizer Lodewijk de Vrome, de enige uit diens tweede huwelijk met Judith van Beieren. Karel werd opgevoed in het klooster van Reichenau door Walahfrid Strabo, een bekende intellectueel van zijn tijd.
In 817 had Lodewijk zijn rijk al verdeeld tussen de drie zoons uit zijn eerste huwelijk door de Ordinatio Imperii. Judith zette zich uit alle macht in om ook haar zoon Karel een erfdeel te geven, en werd daarbij gesteund door een invloedrijke factie van hovelingen. In die periode kreeg Karel zijn bijnaam "de Kale", wat in deze context "zonder bezit" betekent. In 829 had Judith succes en kreeg Karel, Allemannië toegewezen. Dit was een inbreuk op het evenwicht van de Ordinatio Imperii, wat leidde tot onvrede bij zijn halfbroers – vooral bij Lotharius I, die het meest werd benadeeld door de nieuwe verdeling.
De halfbroers van Karel en andere tegenstanders van Judith, Karel en hun factie aan het hof, hebben voortdurend geruchten verspreid dat Karel het kind zou zijn uit overspel van Judith met Bernhard van Septimanië. Bernhard was de leider van Judiths factie aan het hof.

## Conflict en deling van het Rijk
In 832 waren de spanningen zo hoog opgelopen dat Pepijn I van Aquitanië, de tweede zoon van keizer Lodewijk de Vrome, in opstand kwam tegen zijn vader. Lodewijk ontnam Pepijn zijn koninkrijk en gaf het aan Karel. Nu kwamen Lotharius en Lodewijk de Duitser, de broers van Pepijn, ook in opstand. In 834 was Lodewijk de Vrome gedwongen om de situatie van voor 832 te herstellen. In 837 vroeg Lodewijk de Vrome de landdag van Crémieux om Karel als koning tussen Friesland en de Seine te erkennen, wat leidde tot een nieuwe opstand. Na de dood van Pepijn in 838 werd Karel in 839 op de landdag van Worms tot koning van West-Francië benoemd.
Na de dood van Lodewijk de Vrome in 840 brandde de strijd om de verdeling van het rijk echt los. Lotharius en de zoon van Pepijn, Pepijn II van Aquitanië vielen Karel aan, die een bondgenootschap met Lodewijk de Duitser sloot. Op 25 juni 841 versloegen Karel en Lodewijk hun tegenstanders bij Fontenoy. Lotharius moest zich terugtrekken op Aken maar moest later ook die stad opgeven. Op 14 februari 842 bevestigden Karel en Lodewijk hun verbond te Straatsburg met de Eed van Straatsburg. Karel werd datzelfde jaar in Aken tot koning van West-Francië benoemd.
Op 11 augustus 843 sloten Karel, Lodewijk en Lotharius het Verdrag van Verdun. Dat bevestigde Karel als geheel zelfstandige koning van West-Francië.

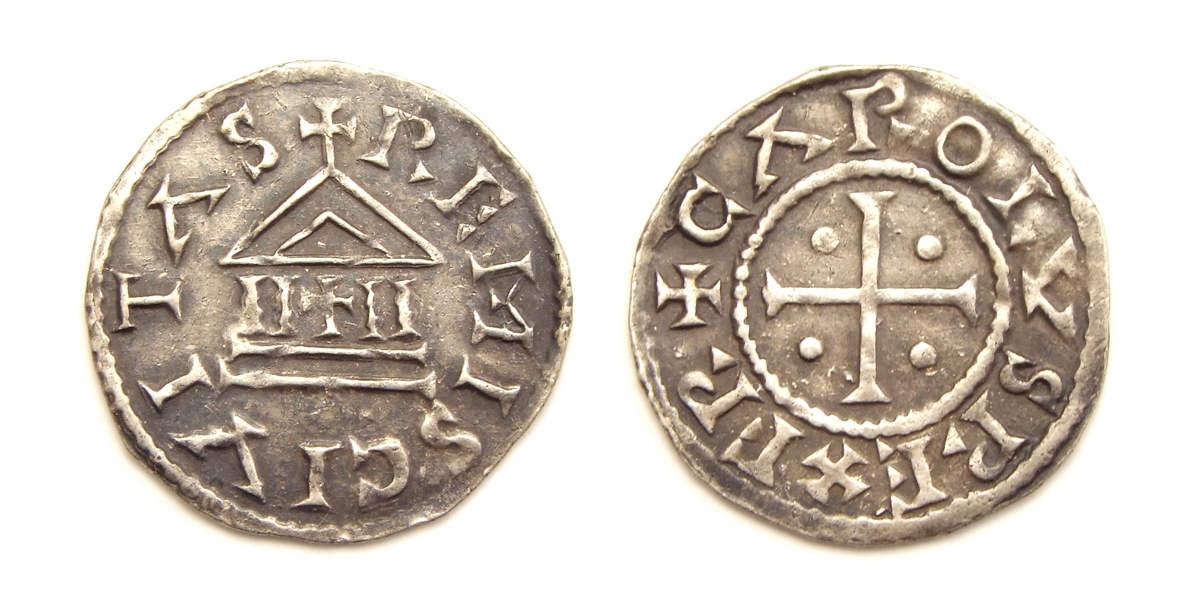
Denarius (type kruis en tempel) van Karel de Kale, geslagen te Reims tussen 840-864.

## Consolidatie van West-Francië
In november 843 sloot Karel met de adel en de geestelijkheid van West-Francië het verdrag van Coulaines, waarin de rechten en plichten van de drie partijen ten opzichte van elkaar werden vastgelegd. Dit document wordt beschouwd als een eerste "grondwet" van feodaal Europa. Later zou hij met het in 864 uitgevaardigde Edict van Pîtres een aantal belangrijke sociaal-economische hervormingen doorvoeren. Zo werd de lijfeigenschap ten gevolge van schuld beperkt, het muntwezen hervormd en het op eigen gezag bouwen van vestingen verboden. Ter bescherming tegen de Vikingen werden in alle riviersteden versterkte bruggen gebouwd. Door alle eigenaren van paarden te verplichten militaire diensten te leveren legde hij de kiem voor de ridderstand. Karel, die in een klooster was opgevoed, vestigde zijn bestuur op de geestelijkheid.
Bernhard van Septimanië werd in 844 op bevel van Karel geëxecuteerd omdat hij tijdens de burgeroorlog uiteindelijk de kant van Pepijn II had gekozen. Bretagne kon de onafhankelijkheid van West-Francië behouden doordat de hertogen Nominoë (845) en Erispoë (851) Karel wisten te verslaan. In 848 slaagde Karel erin Aquitanië weer in te palmen toen Pepijn II werd afgezet en gevangengenomen.
Op uitnodiging van Aquitaanse edelen stuurde Lodewijk de Duitser in 854 zijn zoon Lodewijk III de Jonge met een leger, om koning te worden in Aquitanië. Lodewijk III bereikte zonder tegenstand Limoges. Toen Karel als tegenzet Pepijn II van Aquitanië uit zijn gevangenschap vrijliet , wist deze in Aquitanië een grote aanhang te mobiliseren en moest Lodewijk zich terugtrekken.

## Crisis door aanvallen van de Vikingen
De regering van Karel werd geplaagd door plundertochten van Vikingen. Karel was meerdere malen gedwongen om een dreigende inval met grote geldbedragen af te kopen. In de ogen van veel leidende edelen was dit een gebrek aan daadkracht. In 858 bracht dit een grote groep edelen onder Robert de Sterke ertoe om een beroep op Lodewijk de Duitser te doen. Die was er namelijk wel in geslaagd om zijn koninkrijk te vrijwaren van de Vikingen. Lodewijk wist Karel te verslaan bij Brienne. Lodewijk trok met zijn leger naar Orléans en werd daar gehuldigd door de meeste edelen van Aquitanië, Bretagne en Neustrië. Karel vluchtte naar Bourgondië. De bisschoppen eisten echter dat Lodewijk zich zou terugtrekken en om hen tegemoet te komen, zond hij een deel van zijn leger terug naar Oost-Francië. Toen het daarna bij Soissons tot een confrontatie tussen Karel en Lodewijk kwam, zag Lodewijk dat Karel een overmacht had en trok hij zich terug.
Ook hierna bleven de plundertochten van de Vikingen aanhouden. In Parijs versterkte hij, na verschillende aanvallen door de Vikingen, de voorloper van het Palais de la Cité op het Île de la Cité.

## Verdeling van het Middenrijk

De verdeling volgens het Verdrag van Meerssen in 870.

Zes jaar later is het hoogtepunt van zijn macht: annexatie van de Karolingische deelrijken Bourgondië en Italië en de keizerskroon in Rome

De decennia na de dood van Lotharius I (855) werden gedomineerd door het onvermogen van zijn zoons, Lodewijk van Italië, Lotharius II en Karel van Provence om in Midden-Francië een duurzame staat te vestigen, en door hun onvermogen om wettige mannelijke nakomelingen te produceren. Uiteindelijk leidde dit ertoe dat Karel en Lodewijk de Duitser het gehele Middenrijk onder elkaar verdeelden. Vooral het opportunisme dat Karel daarbij aan de dag legde, zorgde ervoor dat Karel en Lodewijk regelmatig met elkaar in conflict kwamen:
- 859 Lotharius II gaf de gebieden ten zuiden van de Jura, die werden gedomineerd door de opstandige hertog Hugbert, aan Lodewijk de Duitser. Toen Lodewijk probeerde om Hugbert te onderwerpen, ging Karel Hugbert steunen.
- 863 na het kinderloos overlijden van Karel van Provence probeerde Karel de Kale om diens koninkrijk te annexeren. Dit mislukte door het verzet onder leiding van Girard II van Roussillon en dreiging van Lodewijk de Duitser. Uiteindelijk erfde Lotharius II het grootste deel van het koninkrijk van Karel van Provence, zijn tweede broer, Lodewijk van Italië kreeg de rest. Karel de Kale en Lodewijk de Duitser sloten in Koblenz een verdrag om hun geschillen bij te leggen.
- Karel en Lodewijk saboteerden eendrachtig de pogingen van Lotharius II om van zijn kinderloze echtgenote te scheiden en te trouwen met zijn minnares om haar kinderen te echten. In 868 sloten Karel en Lodewijk een verdrag over de verdeling van zijn koninkrijk, indien Lotharius II inderdaad zonder kinderen zou komen te overlijden.
- 869 na het overlijden van Lotharius II annexeerde Karel diens gehele koninkrijk omdat Lodewijk ziek was en zijn leger door oorlogen aan zijn oostelijke grenzen was gebonden.
- 870 onder dreiging van oorlog stemde Karel op 22 januari toe in het verdrag van Meerssen waarbij alsnog een verdeling van Lotharingen en het koninkrijk van Karel van Provence, dat Lotharius II had geërfd, werd geregeld. De grens liep van langs de Maas, Ourthe en Moezel in Lotharingen en in het zuiden langs de Saône en de Rhône (hoewel Karel ook de graafschappen Besançon, Lyon en Vienne, op de oostelijke oevers van deze rivieren kreeg). Karel steunde bijzonder op de lokale sterke man, Boso van Provence, een niet-Karolinger, voor zijn plaatselijk Karolingisch bestuur.
- 875 na het overlijden van Lodewijk II van Italië bood de Italiaanse adel Karel de koningstitel aan, ondanks de afspraken die Lodewijk van Italië met Lodewijk de Duitser had gemaakt dat diens zoon Karloman zijn erfgenaam zou zijn. Op 25 december werd Karel in Rome door paus Johannes VIII tot keizer van het Roomse Rijk gekroond.
- 876 Karel werd in Pavia uitgeroepen tot koning van Italië. Lodewijk de Duitser viel met zijn leger West-Francië binnen. Karel haastte zich terug en liet het bestuur van Italië over aan de vicekoning Boso van Provence, op wie hij opnieuw steunde. Na het overlijden van Lodewijk probeerde Karel door een snelle veldtocht Oost-Francië te veroveren, maar hij werd op 8 oktober verslagen bij Andernach, een oversteekplaats van de Rijn.

## Edict van Pîtres
Karel de Kale vaardigde in 864 het Edict van Pîtres uit. Met dit edict realiseerde Karel een groot aantal sociale en monetaire hervormingen. Zo werd de lijfeigenschap wegens het niet kunnen aflossen van een lening, beperkt tot zeven jaar en werd het muntwezen ingrijpend hervormd. In het vervolg zou de koning het alleenrecht hebben op het slaan van munten. Het edict somde ook de erkende munthuizen op, zoals Quentovic, Rouen, Reims en Parijs. Het bevatte tevens maatregelen die het bouwen van privévestingen moesten tegengaan.

## Dood en begrafenis

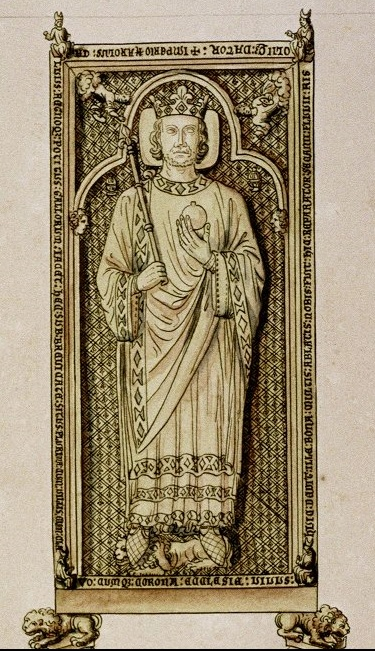
Oude afbeelding van de bronzen graftombe in de abdijkerk van Saint-Denis (ca. 1250; vernietigd)

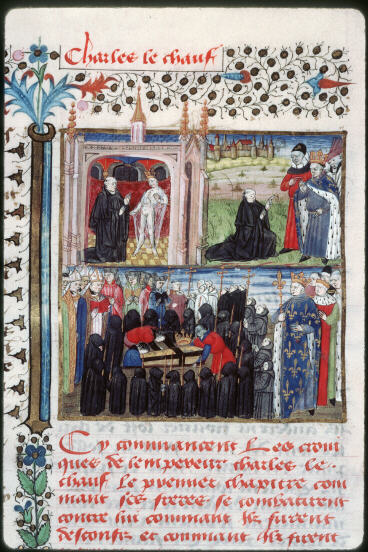
Herbegrafenis van Karel de Kale in Saint-Denis; miniatuur 15e eeuw.

Op verzoek van de paus keerde Karel terug naar Italië om de dreiging van de Saracenen het hoofd te bieden. Hij wist dat hij bij zijn vertrek West-Francië in de zwakke handen van zijn zoon Lodewijk de Stamelaar achterliet, daarom verklaarde hij voor de periode van zijn afwezigheid alle titels en functies erfelijk. Zo hoopte hij tijdens zijn afwezigheid twisten tussen edelen te voorkomen als er edelen bij de veldtocht in Italië om het leven zouden komen. Achteraf gezien was dit een belangrijke stap in de ontwikkeling van het feodale stelsel. Karels eigen edelen (ook Boso, zijn onderkoning in Italië) verzetten zich tegen de veldtocht en tegelijk trok Karloman van Beieren ook naar Italië. Onder deze omstandigheden besloot Karel om terug te keren, maar hij overleed bij het overtrekken van de Col du Mont-Cenis aan een plotselinge ziekte. Zowel zijn joodse lijfarts als zijn tweede echtgenote werden ervan verdacht Karel te hebben vergiftigd.
Het lukte niet om zijn lichaam terug naar Parijs te brengen, omdat de dragers de stank van zijn rottende lichaam niet konden verdragen, ook niet toen het in een met leer gevoerd vat werd gestopt. Karel werd met vat en al begraven in Nantua. Later werd hij herbegraven in Saint-Denis.

## Huwelijken en kinderen

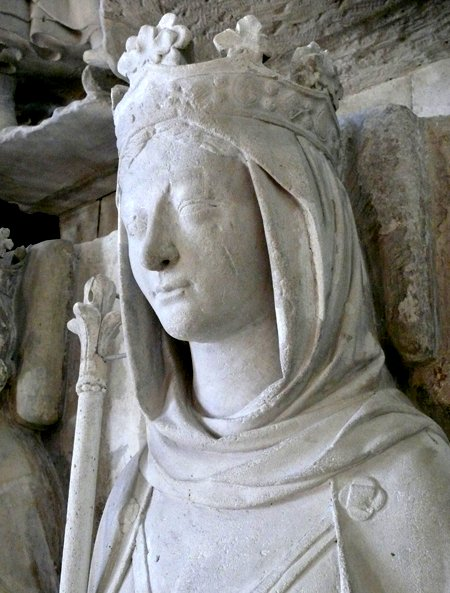
Ermentrudis van Orléans (graftombe in de abdijkerk van Saint-Denis, circa 1260)

Karel trouwde op 13 december 842 met Ermentrudis van Orléans. Nadat haar broer Willem in 866 in conflict met Karel was gedood, verliet zij Karel en trad in een klooster. Zij hadden de volgende kinderen:
- Judith (ca. 844-na 879, was eerst gehuwd met twee Engelse koningen (Æthelwulf en Æthelbald van Wessex) en leefde als weduwe aan het hof van haar vader. Werd daar in 861 (ze was dus nog geen 20 jaar oud) geschaakt door Boudewijn I van Vlaanderen. Karel wendde al zijn invloed aan om te voorkomen dat ze ergens onderdak zouden krijgen. Uiteindelijk vluchtten Judith en Boudewijn naar Rome, waarna de paus een verzoening wist te bemiddelen.
- Lodewijk II van West-Francië (846-879).
- Karel het Kind (ca. 847 – Buzzancais, 29 september 866) begraven te Bourges. 855 gekozen tot koning van Aquitanië, trouwde 862 tegen de zin van zijn vader met de weduwe van de graaf van Bourges. Verloor daarom zijn titel maar kreeg die terug nadat het huwelijk was geannuleerd. Kreeg ernstig hersenletsel en overleed daaraan na twee jaar.
- Carloman de Blinde (847 – Echternach, ca. 876), in 854 ingetreden in de geestelijke stand. Werd in 860 abt van de Sint-Medardusabdij te Soissons. Nam deel aan een samenzwering tegen zijn vader in 870, verloor zijn abdijen en moest vluchten. In 873 door West-Frankische bisschoppen uit de kerk gezet en daarna werden op bevel van Karel zijn ogen uitgestoken. Hij werd opgesloten in de abdij van Corbie maar ontsnapte naar zijn oom Lodewijk de Duitser, die hem abt van de abdij van Echternach maakte.
- Lotharius ( – Auxerre, 865), vanaf zijn geboorte verlamd, abt van Moutiers-Saint-Jean en later van de abdij van Sint-Germanus van Auxerre.
- Hildegardis, (856 – ?, jong gestorven)
- Ermentrudis, ( – na 877) abdis van Hasnon en Oostervant.
- Gisela.
- Rothrudis ( – na 889), abdis van Sainte-Radégonde te Poitiers en van Andlau.

Op 12 oktober 869 (vijf dagen na het overlijden van zijn eerste vrouw) trouwde Karel met Richildis, dochter van Bivinus van Metz. Het huwelijk werd op 22 juni 870 te Aken bevestigd. Ze kregen de volgende kinderen:
- Rothildis (871-929), in 890 gehuwd met Rogier van Maine, verwerft de abdijen van Notre-Dame en Sint-Jan te Laon en de Abdij van Chelles. Trok zich in 922 terug in Chelles. Toen ze deze abdij moest afstaan op bevel van Karel de Eenvoudige was dat de aanleiding voor een opstand onder Robert van Bourgondië (vader van een schoonzoon van Rothildis), die in plaats van Karel koning werd.
- tweeling: Drogo en Pepijn, (ca. 873) allebei ongeveer een jaar oud overleden, begraven in de Sint-Amandsabdij te Atrecht
- zoon (23 maart 875), kort na zijn doop overleden
- Karel (10 oktober 876 – voor 7 april 877), begraven te Saint-Denis

## Voorouders
| Voorouders van Karel de Kale | Voorouders van Karel de Kale                               | Voorouders van Karel de Kale                               | Voorouders van Karel de Kale                               | Voorouders van Karel de Kale                               | Voorouders van Karel de Kale                               | Voorouders van Karel de Kale                               | Voorouders van Karel de Kale                               | Voorouders van Karel de Kale                               |
| ---------------------------- | ---------------------------------------------------------- | ---------------------------------------------------------- | ---------------------------------------------------------- | ---------------------------------------------------------- | ---------------------------------------------------------- | ---------------------------------------------------------- | ---------------------------------------------------------- | ---------------------------------------------------------- |
| Overgrootouders              | Pepijn de Korte (714-768) ∞ Bertrada van Laon (725-783)    | Pepijn de Korte (714-768) ∞ Bertrada van Laon (725-783)    | Gerold van Vintzgouw (740-799) ∞ Imma (-)                  | Gerold van Vintzgouw (740-799) ∞ Imma (-)                  | Rothard van de Argengau (725–771) ∞ Ermenane (-)           | Rothard van de Argengau (725–771) ∞ Ermenane (-)           | Isanbarth (–) ∞ Theodrada (-)                              | Isanbarth (–) ∞ Theodrada (-)                              |
| Grootouders                  | Karel de Grote (747-814) ∞ Hildegard (758-783)             | Karel de Grote (747-814) ∞ Hildegard (758-783)             | Karel de Grote (747-814) ∞ Hildegard (758-783)             | Karel de Grote (747-814) ∞ Hildegard (758-783)             | Welf van Altdorf (744-) ∞ Eigilwich (-)                    | Welf van Altdorf (744-) ∞ Eigilwich (-)                    | Welf van Altdorf (744-) ∞ Eigilwich (-)                    | Welf van Altdorf (744-) ∞ Eigilwich (-)                    |
| Ouders                       | Lodewijk de Vrome (778-840) ∞ Judith van Beieren (805-843) | Lodewijk de Vrome (778-840) ∞ Judith van Beieren (805-843) | Lodewijk de Vrome (778-840) ∞ Judith van Beieren (805-843) | Lodewijk de Vrome (778-840) ∞ Judith van Beieren (805-843) | Lodewijk de Vrome (778-840) ∞ Judith van Beieren (805-843) | Lodewijk de Vrome (778-840) ∞ Judith van Beieren (805-843) | Lodewijk de Vrome (778-840) ∞ Judith van Beieren (805-843) | Lodewijk de Vrome (778-840) ∞ Judith van Beieren (805-843) |
| Karel de Kale (823-877)      |                                                            |                                                            |                                                            |                                                            |                                                            |                                                            |                                                            |                                                            |